# Лілаваті
Лілаваті (dev. लीलावती, Līlāvatī) — жінка — математик і філософ дванадцятого століття (Індія).
Вона була дочкою відомого індуїстського математика та астронома Бхаскара Акарія (1114–1185), який зробив багато відкриттів у математиці та астрономії. Зокрема, він визначив, що поділ певного числа на нуль не дає нуля, а тільки нескінченність.  Також він був автором математичної книги, названої на честь його дочки Лілаваті . Ця книга служила йому для навчання дочці алгебри. Пізніше Лілаваті й сама стала відомим математиком і філософом. Згідно з іншими джерелами, Лілаваті сама написала цю книгу. Найвизначніша наукова праця її батька - "Вершина вчення" ("Сіддханта-широмані", 4 книги, в т. ч. "Лілаваті" й "Біджаганіта"), в якій описані методи рішень ряду алгебраїчних і теоретико-числових задач, а також астрономічні відомості.
У Ведах (2000-3000 рр. до н. е.) є згадки про іншу жінку з аналогічним ім'ям, відому як «творець математики».
Щепан Єленський опублікував у 1926 році книгу, що популяризує математику Лілаваті.

## Премія Лілаваті
Премія (або Приз) Лілаваті (англ. Leelavati Award) — нагорода за значний внесок у популяризацію математики. Названа на честь математичного трактату "Лілаваті". Розмір премії складає 1 мільйон індійських рупій, меценатом виступає компанія Infosys.
Вперше дана премія була вручена в 2010 році на церемонії закриття Міжнародного конгресу математиків в Гайдарабаді (Індія). Спочатку ця нагорода мала бути одноразовою, але вона отримала схвалення учасників Конгресу та ЗМІ, таким чином, було прийнято рішення включити премію Лілаваті до переліку регулярних нагород Конгресу. На відміну від інших нагород, дана премія вручається на церемонії закриття, а не відкриття Конгресу. 

## Список лауреатів
- 2010 р. - Саймон Сінгх
- 2014 р. - Адріан Паенса
- 2018 р. - Алі Несин